# Iglesia de San Martín (Groninga)
La iglesia de San Martín (en neerlandés: Martinikerk) es el principal lugar de culto de la ciudad de Groninga, Países Bajos. Surge en el centro de Grote Markt, la plaza del Mercado Grande, flanqueada por la alta torre de 96,8 m. Es un ejemplo excepcional de la arquitectura gótica en el país.

## Historia

### Origen

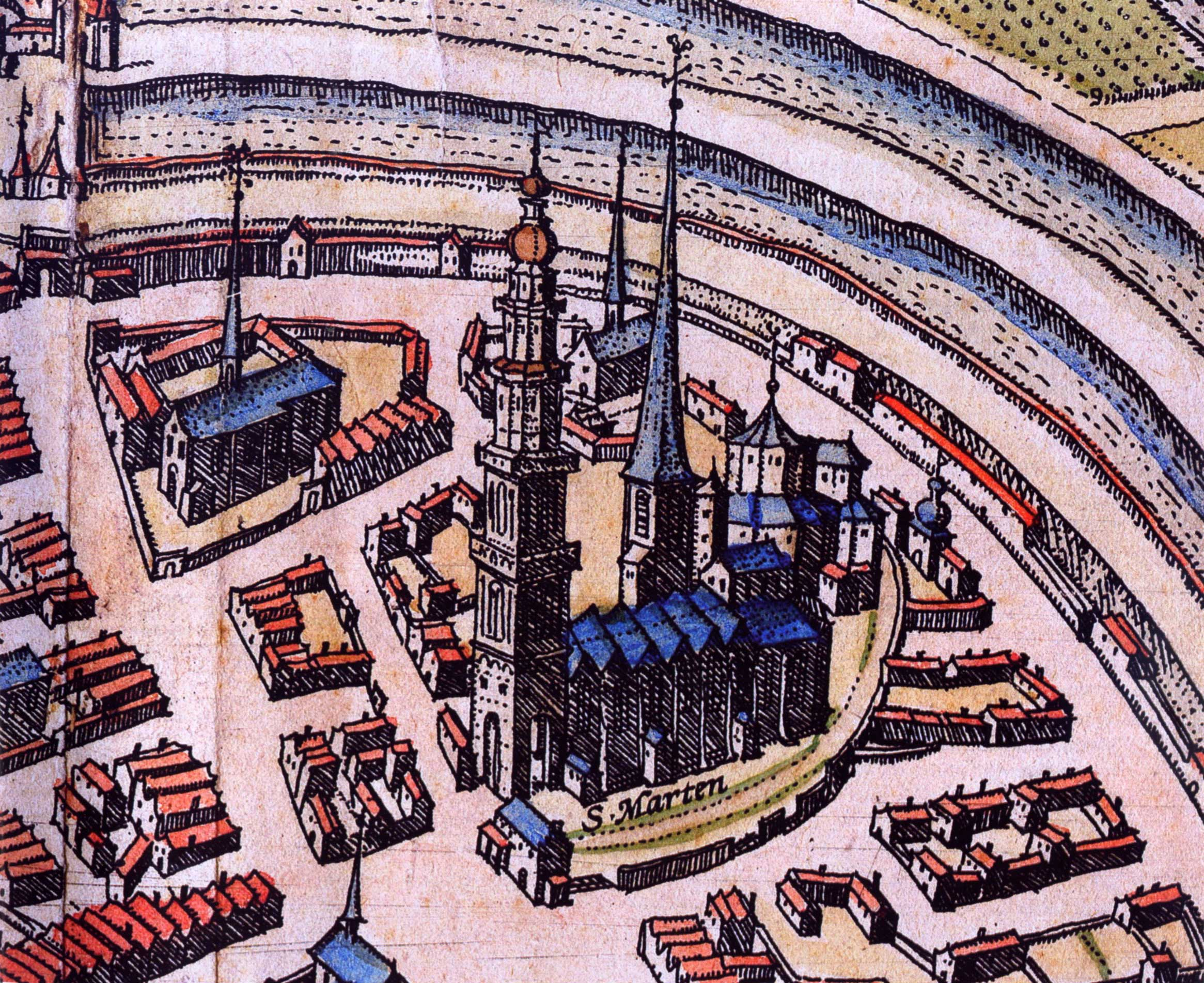
Vista de la iglesia en 1575

Las recientes investigaciones arqueológicas ha demostrado que en el sitio de la iglesia actual se erigieron antes al menos dos, si no tres iglesias. Durante mucho tiempo se ha asumido que la desaparecida iglesia de St. Walburg, que existió desde principios del siglo XII, era la iglesia más antigua de Groninga, pero las nuevas excavaciones han desenterrado restos de madera de un edificio anterior. Sería un edificio de madera que dataría de alrededor del año 800, y que se habría construido en el borde de un cementerio. Se supone que esta primera iglesia fue reemplazada a principios del siglo X con otra de piedra de toba, de nave única, tal vez dedicada a San Otger.
Sin embargo, según la tradición, la primera iglesia de madera fue destruido por los vikingos en el año 810 u 836, y luego reconstruida con el mismo material. De esta segunda iglesia de madera, sin embargo, no se han encontrado trazas.

### La basílica protogótica
Pronto iglesia parroquial de la ciudad y de sus alrededores, era llamada Gorecht; en el año 1220, la iglesia guardaba ya una importante reliquia, el brazo de san Juan Bautista, en torno al cual se llevaban a cabo ceremonias anuales y a la que se le concedió una indulgencia de cuarenta días.
Ya en 1230 la iglesia de toba estaba siendo reemplazada por una basílica protogótica, más grande, dedicada a san Martín de Tours. Esta nueva iglesia aparece en el sello más antiguo de la ciudad, que data de 1245. El gran edificio presentaba un interior dividido en tres naves, transepto y coro ábsidial y torre en la fachada.

### Edificio gótico actual

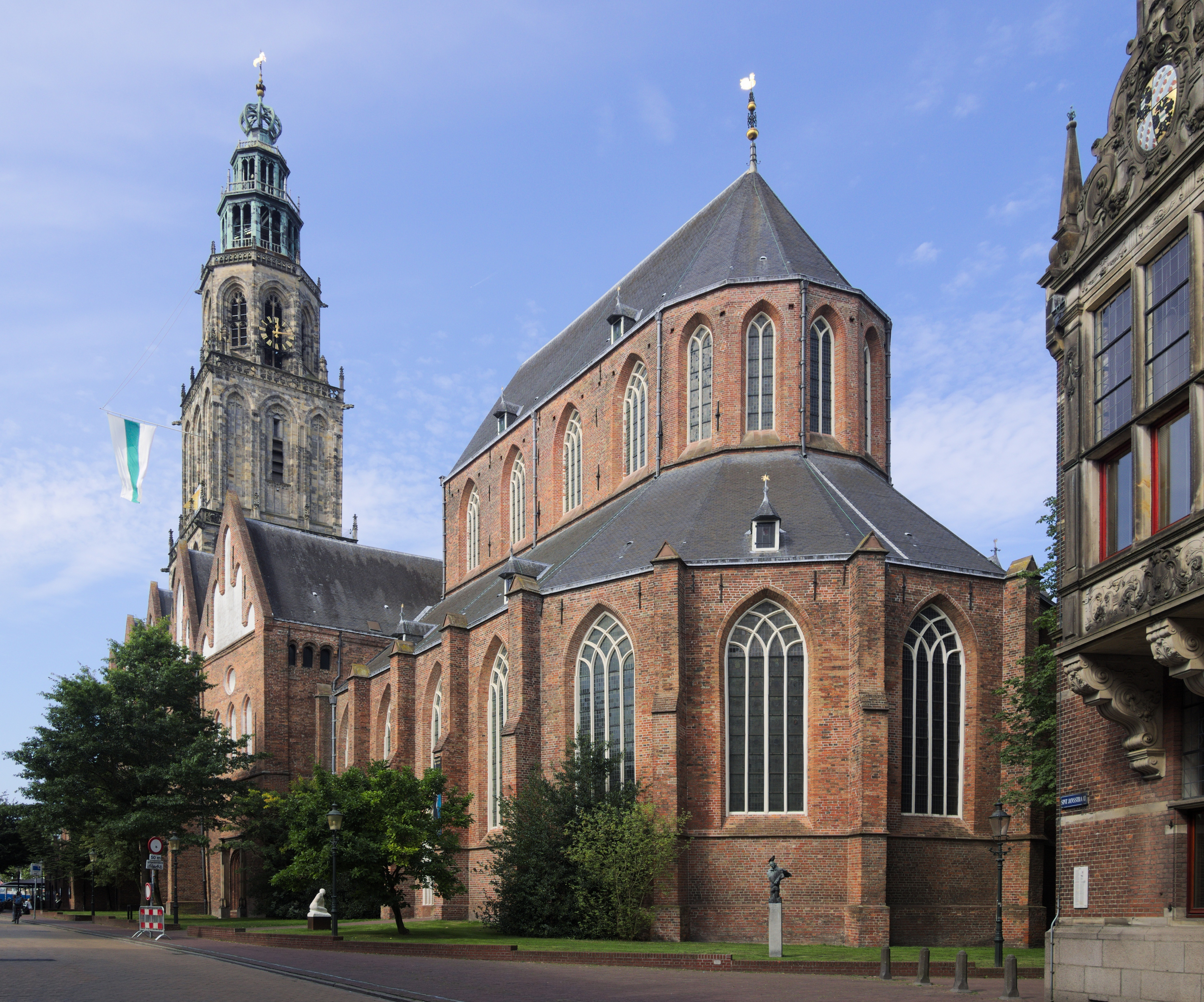
Vista del ábside

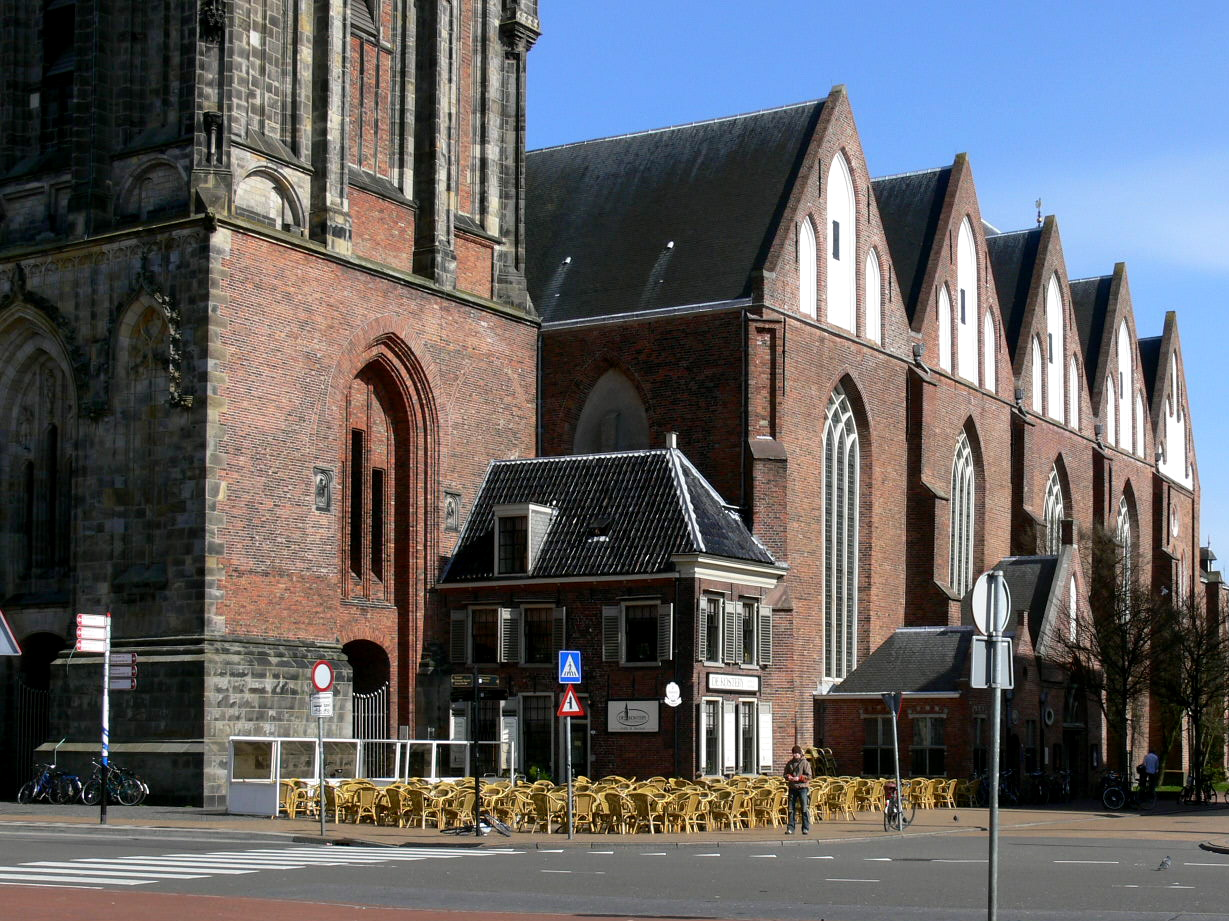
Vista del flanco derecho

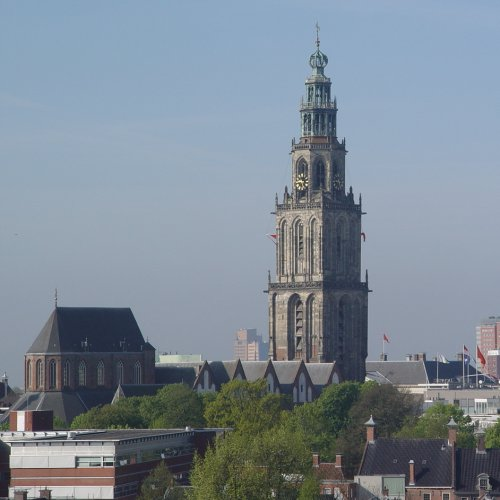
Vista lateral que permite apreciar bien la diferencia de altura entre las naves y el transepto y el coro absidial

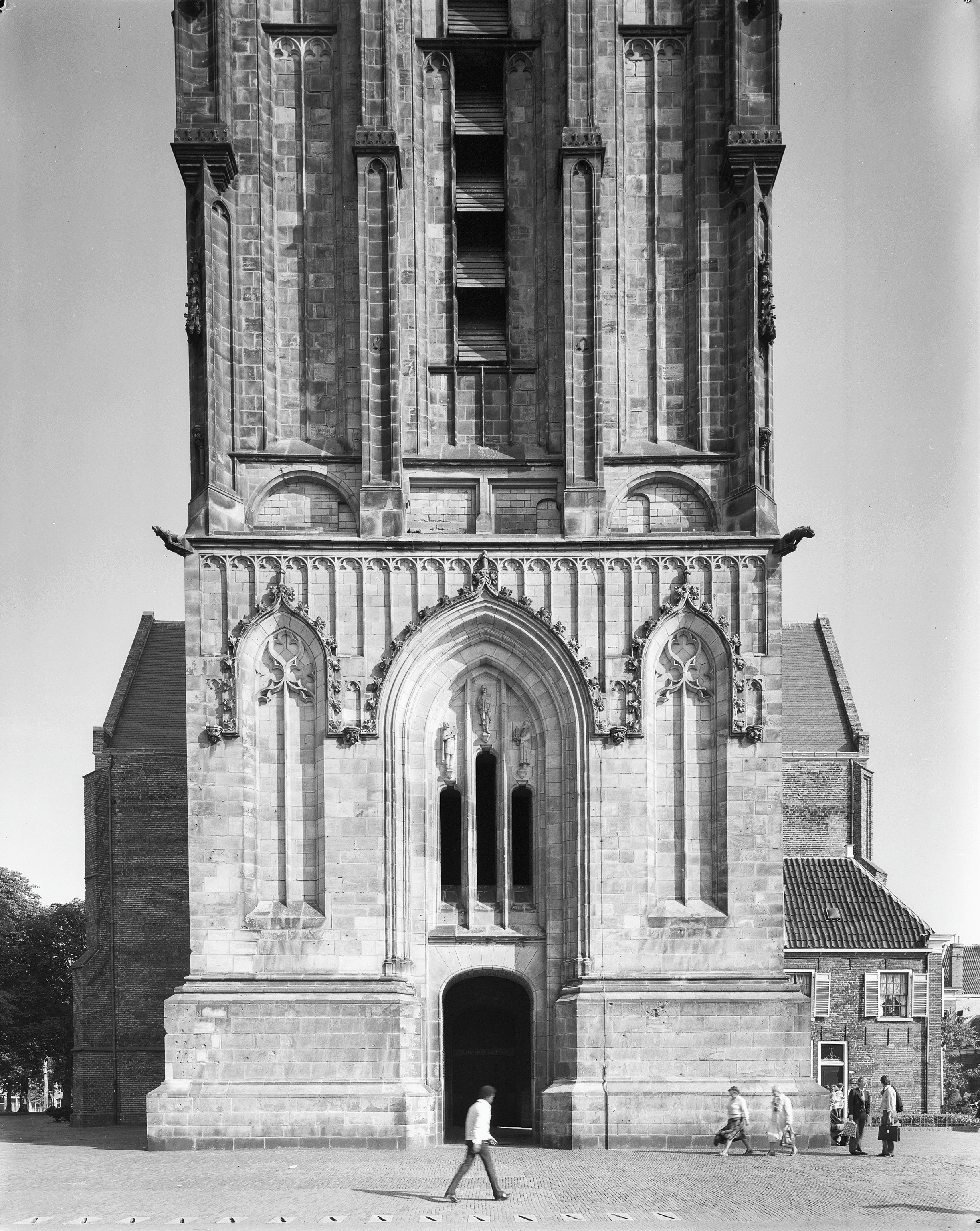
Detalle del acceso bajo la torre

La iglesia tenía una función importante para toda la comunidad urbana. Varios gremios tenían su propio altar en la iglesia, que además del altar mayor presentaba al menos otros dieciséis altares menores. Con el desarrollo económico de la ciudad, gracias a su pertenencia a la poderosa Liga Hanseática, y al creciente flujo de peregrinos atraídos por la reliquia de san Juan Bautista, la iglesia se amplió notablemente y se transformó en el siglo XV en el estilo gótico entonces en boga. Las obras se iniciaron con la construcción de un deambulatorio, seguido por un nuevo coro, muy luminoso, decorado con frescos.
Tras la finalización del presbiterio se acometieron las naves, manteniendo la base de las naves existentes, extendiéndose la construcción hacia el oeste mediante un tramo que englobaba la torre, y se alzaron las naves laterales hasta la misma altura que la nave central, trasformando la iglesia original en una hallenkirche. En seguida las naves fueron cubiertas con cuatro tejados transversales a dos aguas, mucho más bajos que la cubierta de la zona del coro, pero en unidad estilística con el transepto, que se mantuvo.
En 1468 la torre se derrumbó y dañó severamente la zona de las naves.
Después del colapso de la torre de la iglesia se amplió con un nuevo tramo; y una nueva torre fue construida entre 1469 y 1482, al oeste de la iglesia. 
En 1559, el rey Felipe II de España, soberano de las Diecisiete Provincias, y el papa Pablo IV reorganizaron la Iglesia en los Países Bajos. En este proyecto, el 12 de mayo de 1559, con las bula Super universas, se fundó la nueva diócesis de Groninga. Comprendía la ciudad, sus alrededores y el Drenthe, separados de la arquidiócesis de Utrecht, y elevando la iglesia de San Martín a la función de catedral. Sin embargo los conflictos entre católicos y protestantes se hicieron más y más frecuentes, y, después de 1588, la reliquia del Bautista, como las de san Otger, se perdió, y ahora solo es recordada por el nombre de la cercana Sint Jansstraat  (calle de San Juan).
Tras la Guerra de los ochenta años se prohibió el culto católico; después de que los protestantes conquistaran la ciudad el 22 de julio de 1594 el obispo de Groninga buscó refugió en Bruselas. A su muerte (el 7 de marzo de 1603) la diócesis de Groninga fue suprimida.
Durante la Reforma se retiraron los altares y las estatuas y se recubrieron las pinturas con cal blanca. El domingo 27 de julio de 1594 el predicador Menso Alting da Emden  celebró en la iglesia el primer servicio protestante.
Durante la ocupación francesa de Holanda, las ricas posesiones de la iglesia de San Martín pasaron a la comuna de Groninga y su producto se destinó a fines piadosos. En 1798, el campanario de la iglesia se convirtió en la torre cívica de la ciudad.
En 1923 se procedió a una importante renovación del edificio, en la que fueron descubiertos y restaurados los frescos del coro. Más tarde, durante la última restauración de 1970-1980 salieron a la luz incluso las pinturas florales de la época en la zona de las naves.

### Torre

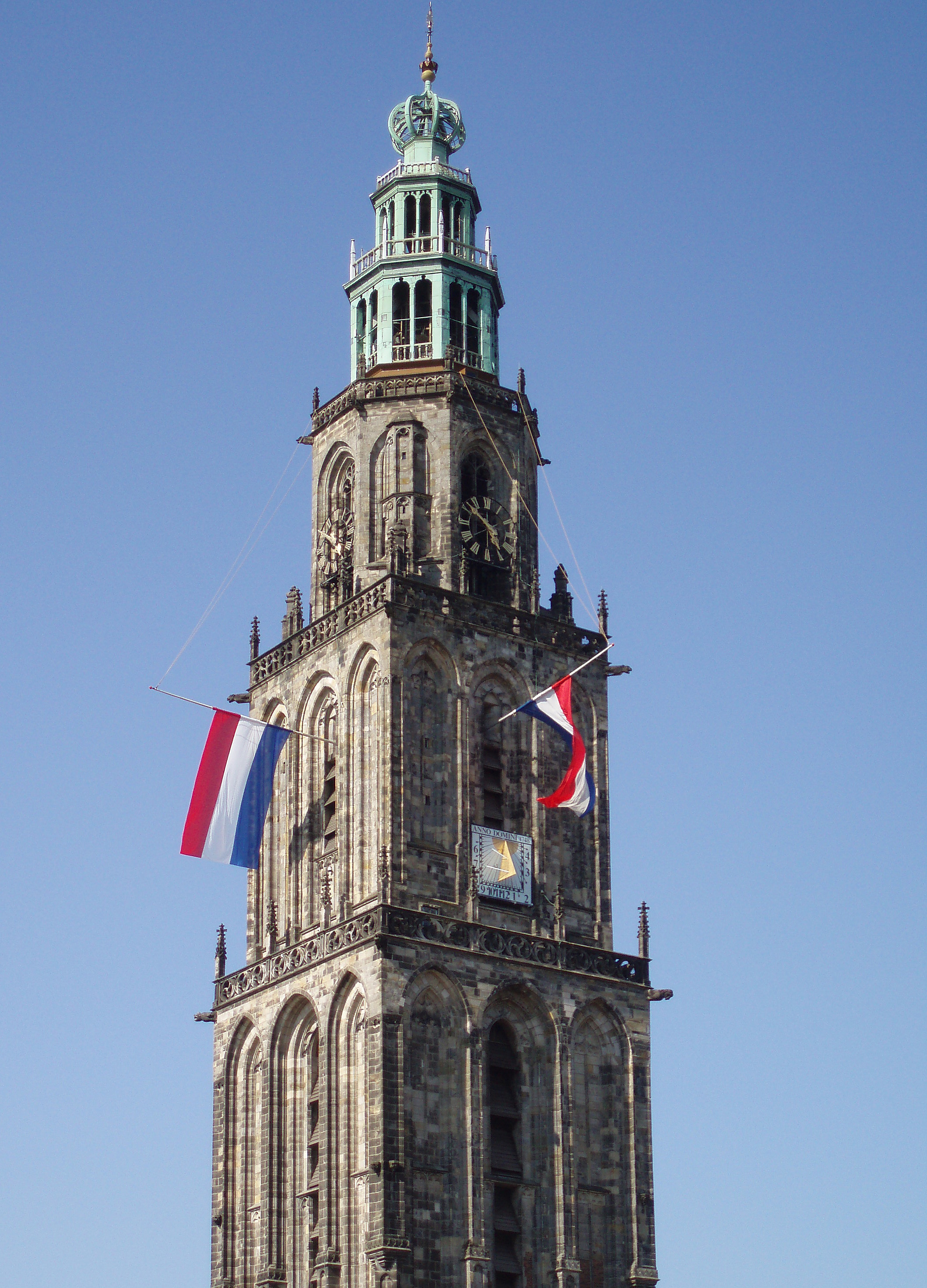
La Martinitoren

El actual campanario de la iglesia de San Martín ha tenido dos predecesores. El primero, de unos 30 metros de altura, fue erigido en el siglo XIII en estilo románico-gótico en el oeste del edificio. La torre tenía un techo tendiendo a pirámide y dos campanarios al aire, tipo espadaña. Esta torre fue destruida por un rayo en 1408. Desde 1430 la iglesia fue ampliada en estilo gótico, y en 1452 se inició la construcción de una segunda torre, de unos 45 metros de altura, construida parte en piedra y parte en madera. Los muros de la iglesia englobaron en 1461 a la antigua torre. En 1465 otro gran incendio, también causado por un rayo, destruyó la torre, que se derrumbó en 1468, junto con todas la ampliación.
Una tercera torre, de más de 100 metros, fue construida más al oeste de la iglesia. Fue terminada en 1553 o 1554 según el modelo de la torre del campanario de la catedral de Utrecht.
Sin embargo, en 1577, con la partida de los españoles de la ciudad, otro incendio afectó a la torre destruyendo la aguja. La torre fue restaurada en 1627 y equipada con una nueva aguja, barroca, que le hizo llegar a una altura de 96,8 metros. La torre es desde 1798 propiedad de la ciudad de Groninga, pasando a desempeñar las labores de una torre cívica o beffroi.
Los habitantes de Groninga la llaman cariñosamente de Olle Grieze  [la viejo Grisácea] en groningense.

## Interior

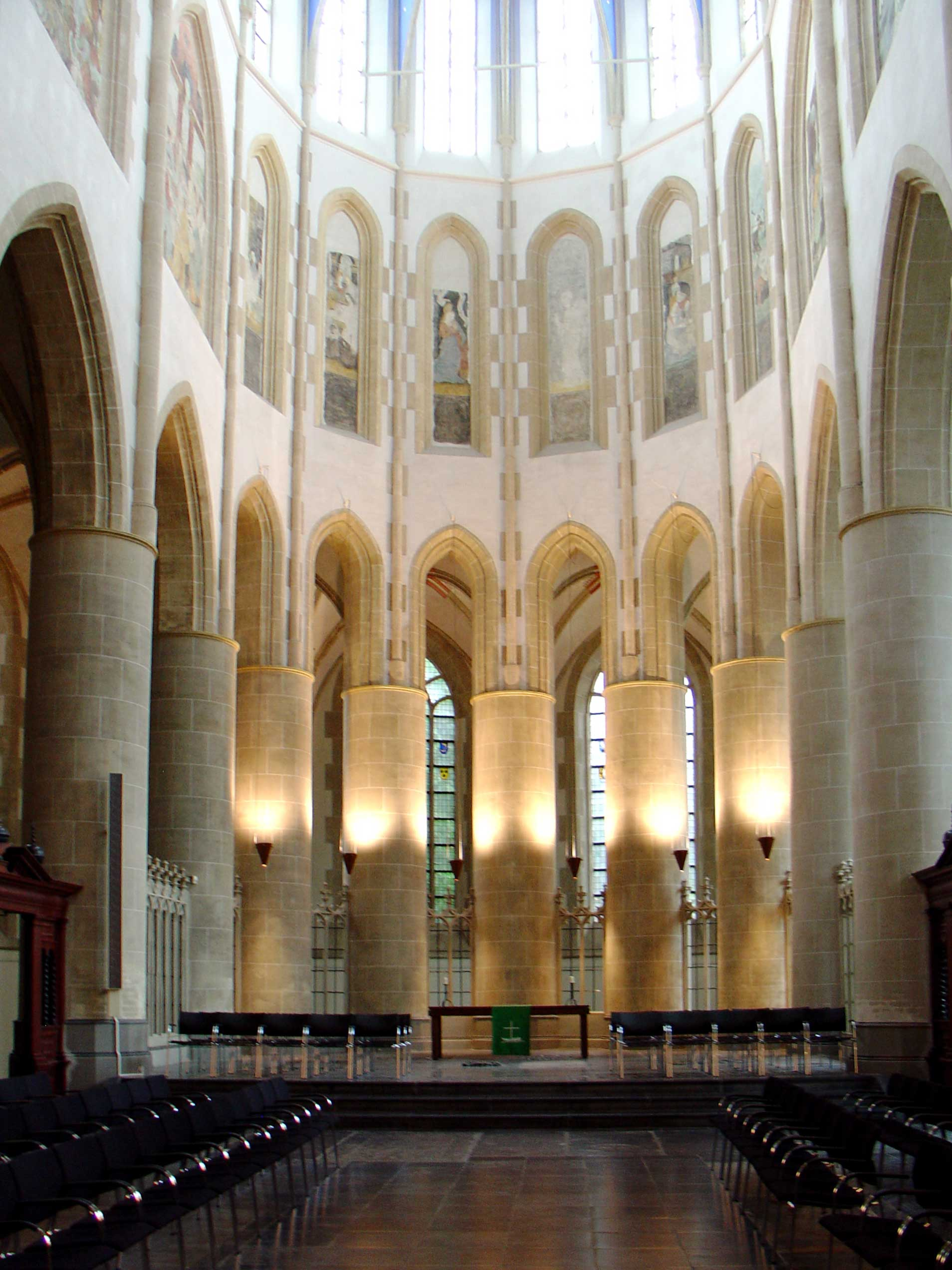
El coro

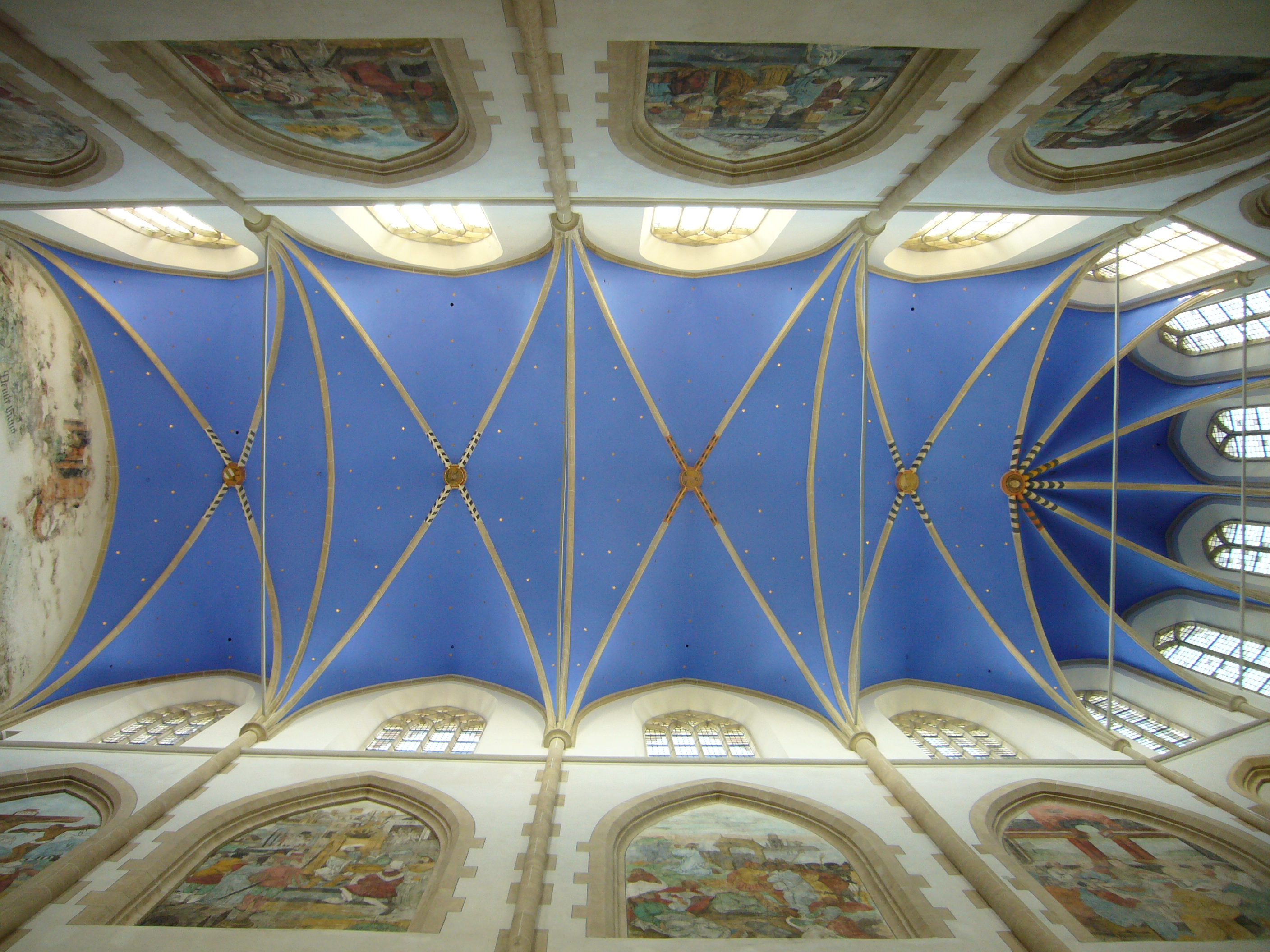
Bóvedas del coro

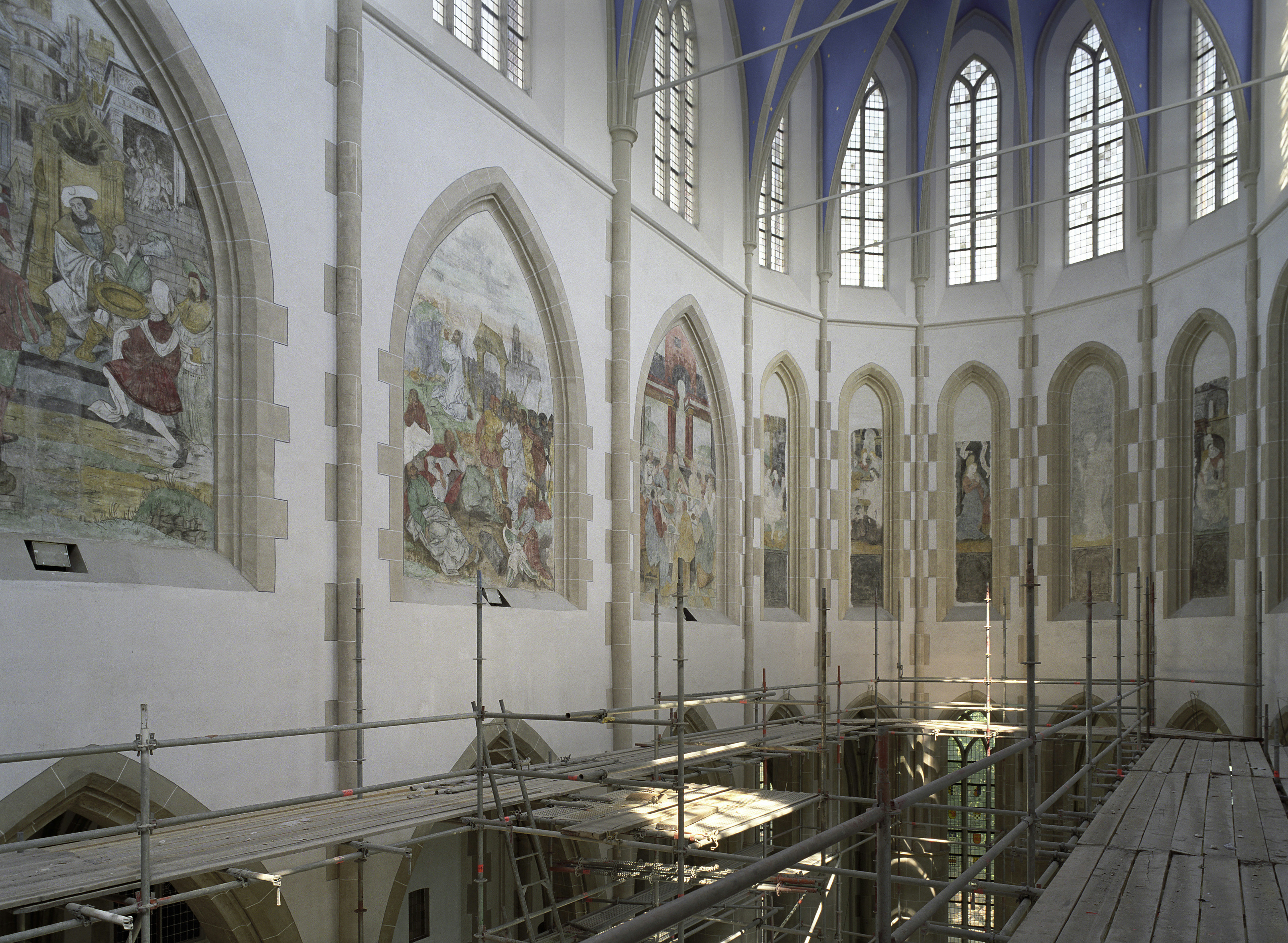
Los frescos del coro

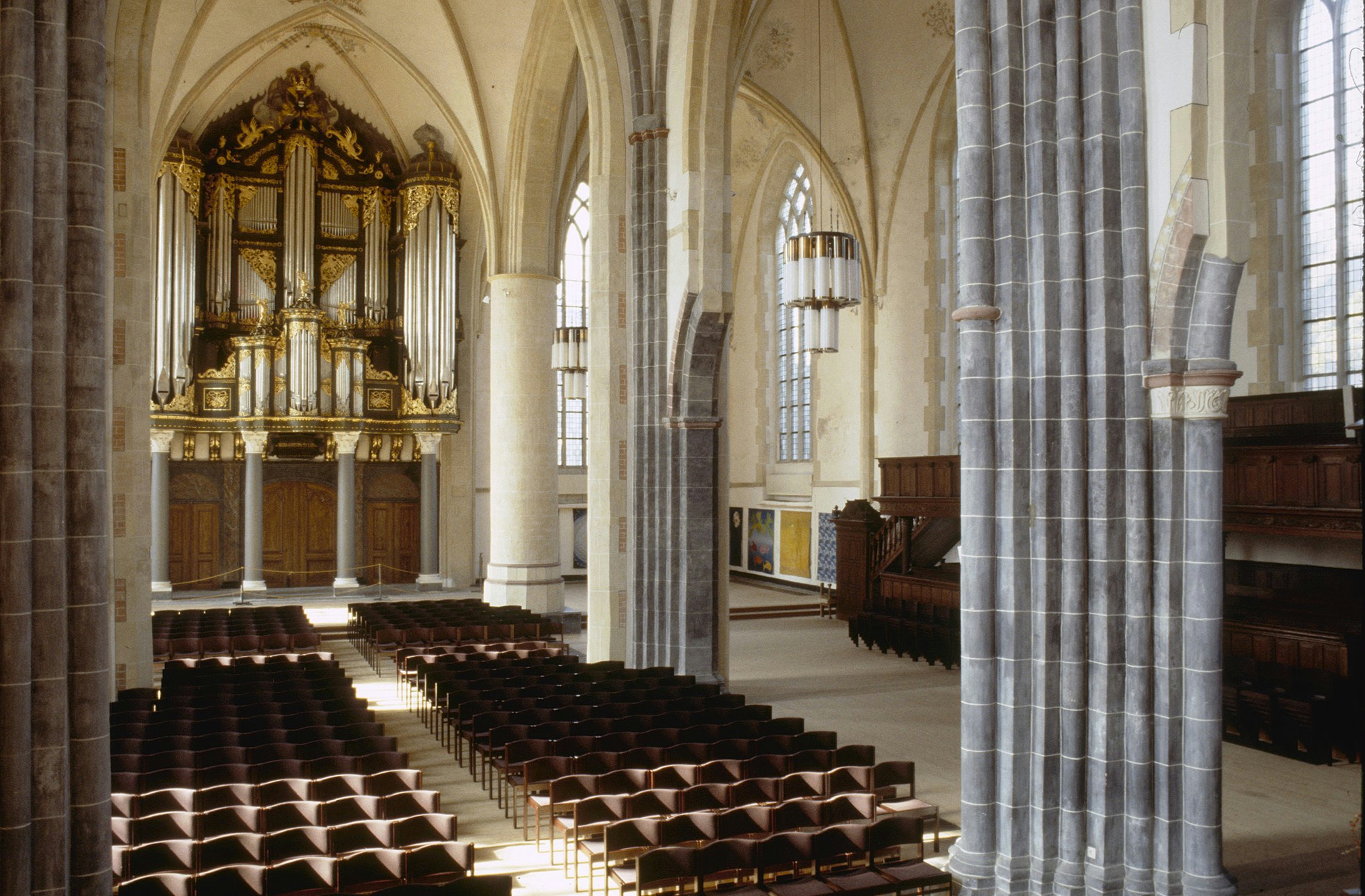
Vista de las naves

El interior está dividido en dos partes bien diferenciadas: las naves del tipo hallenkirche, divididas en tres por pilastras que se prolongan directamente en las bóvedas; y el grandioso coro con deambulatorio con un alzado en tres niveles de arcadas,  triforio y claristorio.
Aún se conservan numerosos frescos, de los cuales el más antiguo es una pintura de pared de alrededor de 1250 que muestra a la Virgen en el trono de Salomón. Las bóvedas de las naves tienen motivos vegeto-florales; figuras de Santos como los gemelos Cosme y Damián, san Cristóbal, san Otger y san Martino; Escenas de caza, con halconeros, juglares, obispos. Fueron ejecutados desde el siglo XIII y el últimao está fechado en 1480.
Hacia 1540 fueron ejecutados los catorce frescos en los nichos ojivales del triforio del coro. En ellos se describen Escenas de la vida de Cristo. Con la Reforma fueron cubiertos con una capa de cal, y volvieron a la luz durante la restauración de 1923.

### Gran órgano

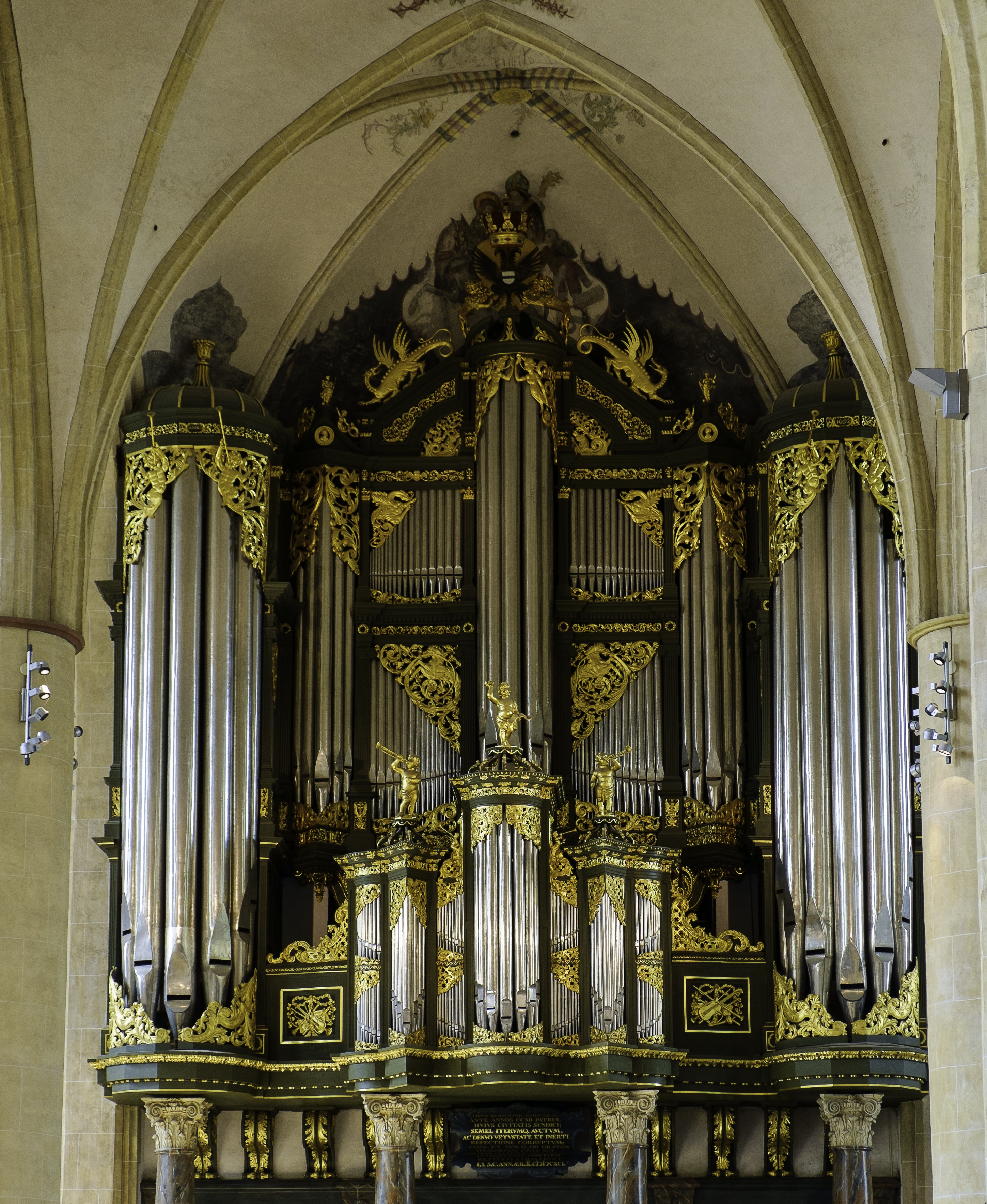
El Gran órgano barroco.

Su larga y compleja construcción se inició en 1481 obra de Johan entonces Damme de Appingedam, con la colaboración del humanista Rudolf Agricola.
En 1542 el instrumento fue sometido a una reestructuración radical en el nuevo estilo renacentista, después continuada por Andreas de Mare de Gante. En el siglo XVII, la Comuna quería ampliar el órgano y encargó la obra en 1628 a Anthoni Verbeek, que diseñó la caja barroca pero dañó considerablemente el instrumento, tanto es así que en 1672 se suspendieron los trabajos. En 1685 se encargó a Jan Helman, relojero local, que murió cinco años más tarde, sin tener éxito en la empresa.
Finalmente en 1691 la Comuna decidió llamar el famoso constructor de órganos  Arp Schnitger de Hamburgo, que después de meses de trabajo, entregó en 1692 un majestuoso instrumento barroco. A lo largo de los siglos, se hicieron más modificaciones, mejoras y ampliaciones, hasta 1938, momento en el que el instrumento había perdido el carácter barroco que le dio Schnitger.
Entre 1976 y 1984, el célebre Jürgen Ahrend de Leer se encargó de restaurar el órgano barroco. Hoy el órgano de la iglesia de San Martín, con sus 53 registros y 3.500 tubos es uno de los órganos barrocos más famosos y más grandes del mundo.